# Лястовича тангара
Лястовичата тангара (Tersina viridis) е вид птица от семейство Тангарови (Thraupidae), единствен представител на род Tersina.

## Разпространение
Видът е разпространен в тропическите гори в голяма част от Южна Америка.

## Описание
Женските са жълтозелени, а мъжките по-ярко зелени с черно петно на лицето.